# Montgomery County (Illinois)
Das Montgomery County ist ein County im US-amerikanischen Bundesstaat Illinois. Im Jahr 2010 hatte das County 30.104 Einwohner und eine Bevölkerungsdichte von 16,5 Einwohnern pro Quadratkilometer. Der Verwaltungssitz (County Seat) ist Hillsboro.

## Geografie
Das County liegt im mittleren Südwesten von Illinois. Es hat eine Fläche von 1838 Quadratkilometern, wovon 15 Quadratkilometer Wasserfläche sind. An das Montgomery County grenzen folgende Nachbarcountys:
|                 | Sangamon County | Christian County |
| Macoupin County | Kompass         | Shelby County    |
| Madison County  | Bond County     | Fayette County   |

## Geschichte

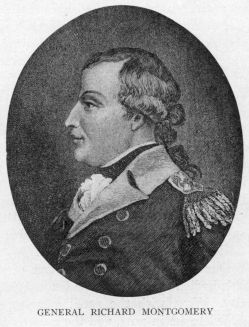
Richard Montgomery

Das Montgomery County wurde am 12. Februar 1821 aus Teilen des Madison County und des Bond County gebildet. Benannt wurde es nach Richard Montgomery, einem General während des Revolutionskrieges irischer Abstammung.
Als die ersten Siedler um 1810 in dem Gebiet des Montgomery County ankamen, war dies noch die Heimat der Kickapoo-Indianer, die Richtung Südosten abwanderten. Die Neuankömmlinge bauten ihre ersten Blockhütten entlang des Hurricane Creek. Nach dem Krieg von 1812 gewährte die Regierung jedem Soldaten einen Bonus von 160 Morgen Land im Territorium Illinois für dessen Kriegsteilnahme.
Am 21. März 1821 bestimmte die selbst ernannte County-Kommission aus drei Personen, dass die neue County-Verwaltung etwa fünf Kilometer entfernt des heutigen Hillsboro werden sollte und nannten diesen Platz Hamilton. Also wurde an dieser Stelle eine neue Siedlung aus Blockhäusern mit diesem Namen errichtet. Nach und nach kamen Geschäfte, Läden und ein Gerichtsgebäude hinzu. Später wurde der County-Sitz verlegt nach Newton Coffey, an die Stelle des heutigen Hillboro-Downtown. Das erste Gerichtsgebäude wurde 1824 erbaut. Dem folgte 1833 das zweite und 1854 das dritte. Das heute noch benutzte, vierte Gerichtsgebäude wurde 1873 fertiggestellt und kostete damals bereits 100.000 Dollar.

## Territoriale Entwicklung

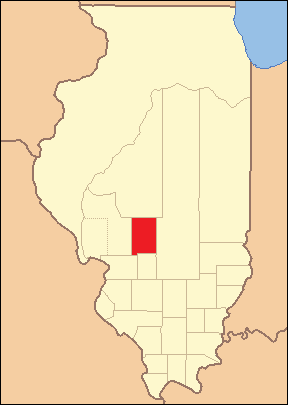
Das Montgomery County von seiner Gründung im Jahr 1821 bis 1827
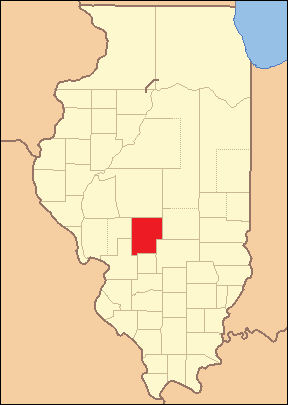
1827 bis 1839
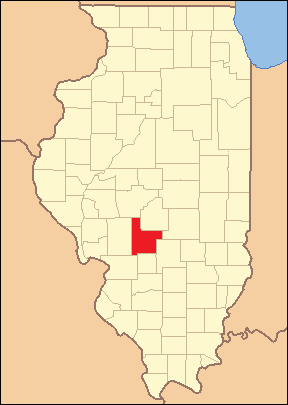
1839 bis heute

## Demografische Daten
Nach der Volkszählung im Jahr 2010 lebten im Montgomery County 30.104 Menschen in 11.667 Haushalten. Die Bevölkerungsdichte betrug 16,5 Einwohner pro Quadratkilometer. In den 11.667 Haushalten lebten statistisch je 2,28 Personen.
Ethnisch betrachtet setzte sich die Bevölkerung zusammen aus 95,3 Prozent Weißen, 3,4 Prozent Afroamerikanern, 0,2 Prozent amerikanischen Ureinwohnern, 0,4 Prozent Asiaten sowie aus anderen ethnischen Gruppen; 0,7 Prozent stammten von zwei oder mehr Ethnien ab. Unabhängig von der ethnischen Zugehörigkeit waren 1,6 Prozent der Bevölkerung spanischer oder lateinamerikanischer Abstammung.
20,9 Prozent der Bevölkerung waren unter 18 Jahre alt, 61,7 Prozent waren zwischen 18 und 64 und 17,4 Prozent waren 65 Jahre oder älter. 47,7 Prozent der Bevölkerung war weiblich.

Das jährliche Durchschnittseinkommen eines Haushalts lag bei 41.925 USD. Das Pro-Kopf-Einkommen betrug 22.205 USD. 14,6 Prozent der Einwohner lebten unterhalb der Armutsgrenze.

## Ortschaften im Montgomery County
Citys
| - Coffeen - Hillsboro - Litchfield | - Nokomis - Witt |

Villages
| - Butler - Coalton - Donnellson1 - Farmersville - Fillmore | - Harvel2 - Irving - Ohlman - Panama1 - Raymond | - Schram City - Taylor Springs - Waggoner - Walshville - Wenonah |

Unincorporated Communities
| - Chapman - Honey Bend - Kortcamp | - Van Burensburg - Zanesville - Zenobia3 |

1 – teilweise im Bond County

2 – teilweise im Christian County

3 – teilweise im Christian und im Sangamon County

## Gliederung
Das Montgomery County ist in 19 Townships eingeteilt:
| Township              | Einwohner (2010) | FIPS     |
| --------------------- | ---------------- | -------- |
| Audubon Township      | 552              | 17-02960 |
| Bois D’Arc Township   | 956              | 17-07107 |
| Butler Grove Township | 775              | 17-10175 |
| East Fork Township    | 4138             | 17-21761 |
| Fillmore Township     | 616              | 17-26090 |
| Grisham Township      | 629              | 17-31836 |
| Harvel Township       | 243              | 17-33370 |
| Hillsboro Township    | 5501             | 17-35060 |
| Irving Township       | 1006             | 17-37751 |
| Nokomis Township      | 2939             | 17-53182 |

| Township                  | Einwohner (2010) | FIPS     |
| ------------------------- | ---------------- | -------- |
| North Litchfield Township | 5148             | 17-53949 |
| Pitman Township           | 508              | 17-60183 |
| Raymond Township          | 1200             | 17-62978 |
| Rountree Township         | 240              | 17-66092 |
| South Fillmore Township   | 244              | 17-70772 |
| South Litchfield Township | 3408             | 17-70928 |
| Walshville Township       | 347              | 17-78669 |
| Witt Township             | 1163             | 17-82738 |
| Zanesville Township       | 491              | 17-84129 |
|                           |                  |          |

|  |